# Coupe du monde de VTT 1998
Navigation
1997 1999
La Coupe du monde de VTT 1998 est la 8e édition de la Coupe du monde de VTT. Pour la première fois, le dual slalom fait son apparition.

## Cross-country

### Hommes
| # | Date        | Lieu         | Vainqueur           | Deuxième        | Troisième           | Leader du général |
| - | ----------- | ------------ | ------------------- | --------------- | ------------------- | ----------------- |
| 1 | 29 mars     | Napa Valley  | Rune Høydahl        | Miguel Martinez | Thomas Frischknecht | Rune Høydahl      |
| 2 | 18 avril    | Silves       | Cadel Evans         | Rune Høydahl    | Jérôme Chiotti      | Rune Høydahl      |
| 3 | 3 mai       | Budapest     | Thomas Frischknecht | Miguel Martinez | Hubert Pallhuber    | Rune Høydahl      |
| 4 | 10 mai      | Sankt Wendel | Filip Meirhaeghe    | Cadel Evans     | Rune Høydahl        | Cadel Evans       |
| 5 | 17 mai      | Plymouth     | Cadel Evans         | Bas van Dooren  | Christoph Sauser    | Cadel Evans       |
| 6 | 5 juillet   | Canmore      | Cadel Evans         | Miguel Martinez | Filip Meirhaeghe    | Cadel Evans       |
| 7 | 12 juillet  | Conyers      | Hubert Pallhuber    | Rune Høydahl    | Miguel Martinez     | Cadel Evans       |
| 8 | 6 septembre | Bromont      | Christophe Dupouey  | Miguel Martinez | Cadel Evans         | Cadel Evans       |

| Pos | Coureur             | Pays      | Pts |
| --- | ------------------- | --------- | --- |
| 1   | Cadel Evans         | Australie | 562 |
| 2   | Miguel Martinez     | France    | 541 |
| 3   | Rune Høydahl        | Norvège   | 533 |
| 4   | Hubert Pallhuber    | Italie    | 477 |
| 5   | Filip Meirhaeghe    | Belgique  | 475 |
| 6   | Thomas Frischknecht | Suisse    | 446 |
| 7   | Bas van Dooren      | Pays-Bas  | 435 |
| 8   | Jérôme Chiotti      | France    | 434 |
| 9   | Christoph Sauser    | Suisse    | 420 |
| 10  | Grégory Vollet      | France    | 403 |

### Femmes
| # | Date        | Lieu         | Vainqueur          | Deuxième           | Troisième          | Leader du général        |
| - | ----------- | ------------ | ------------------ | ------------------ | ------------------ | ------------------------ |
| 1 | 29 mars     | Napa Valley  | Alison Sydor       | Paola Pezzo        | Alison Dunlap      | Alison Sydor             |
| 2 | 18 avril    | Silves       | Paola Pezzo        | Alison Sydor       | Alison Dunlap      | Alison Sydor Paola Pezzo |
| 3 | 3 mai       | Budapest     | Chantal Daucourt   | Alison Dunlap      | Gunn-Rita Dahle    | Alison Sydor             |
| 4 | 10 mai      | Sankt Wendel | Gunn-Rita Dahle    | Laurence Leboucher | Margarita Fullana  | Alison Sydor             |
| 5 | 17 mai      | Plymouth     | Laurence Leboucher | Gunn-Rita Dahle    | Alison Sydor       | Alison Sydor             |
| 6 | 5 juillet   | Canmore      | Alison Sydor       | Chantal Daucourt   | Paola Pezzo        | Alison Sydor             |
| 7 | 12 juillet  | Conyers      | Laurence Leboucher | Alison Sydor       | Paola Pezzo        | Alison Sydor             |
| 8 | 6 septembre | Bromont      | Gunn-Rita Dahle    | Alison Sydor       | Laurence Leboucher | Alison Sydor             |

| Pos | Coureuse           | Pays        | Pts |
| --- | ------------------ | ----------- | --- |
| 1   | Alison Sydor       | Canada      | 426 |
| 2   | Laurence Leboucher | France      | 410 |
| 3   | Paola Pezzo        | Italie      | 397 |
| 4   | Gunn-Rita Dahle    | Norvège     | 396 |
| 5   | Margarita Fullana  | Espagne     | 357 |
| 6   | Chantal Daucourt   | Suisse      | 353 |
| 7   | Alison Dunlap      | États-Unis  | 346 |
| 8   | Mary Grigson       | Australie   | 288 |
| 9   | Alla Epifánova     | Russie      | 276 |
| 10  | Caroline Alexander | Royaume-Uni | 266 |

## Descente

### Hommes
| # | Date    | Lieu            | Vainqueur           | Deuxième            | Troisième           | Leader du général   |
| - | ------- | --------------- | ------------------- | ------------------- | ------------------- | ------------------- |
| 1 | 5 avril | Stellenbosch    | Nicolas Vouilloz    | David Vázquez López | Oscar Saiz          | Nicolas Vouilloz    |
| 2 | 24 mai  | Nevegal         | Cédric Gracia       | Nicolas Vouilloz    | Johan Engström      | Nicolas Vouilloz    |
| 3 | 31 mai  | Les Gets        | Christian Taillefer | Johan Engström      | Mickaël Deldycke    | Nicolas Vouilloz    |
| 4 | 21 juin | Big Bear Lake   | David Vázquez López | Scott Sharples      | Mickaël Pascal      | David Vázquez López |
| 5 | 28 juin | Snoqualmie Pass | Steve Peat          | Nicolas Vouilloz    | David Vázquez López | David Vázquez López |
| 6 | 9 août  | Sierra Nevada   | Nicolas Vouilloz    | Pau Misser          | Scott Sharples      | Nicolas Vouilloz    |
| 7 | 16 août | Kaprun          | Nicolas Vouilloz    | David Vázquez López | Scott Sharples      | Nicolas Vouilloz    |
| 8 | 30 août | Arai            | Nicolas Vouilloz    | Mickaël Pascal      | Gerwin Peters       | Nicolas Vouilloz    |

| Pos | Coureur             | Pays        | Pts |
| --- | ------------------- | ----------- | --- |
| 1   | Nicolas Vouilloz    | France      | 440 |
| 2   | David Vázquez López | Espagne     | 351 |
| 3   | Cédric Gracia       | France      | 343 |
| 4   | Steve Peat          | Royaume-Uni | 335 |
| 5   | Mickael Pascal      | France      | 329 |
| 6   | Johan Engström      | Suède       | 328 |
| 7   | Scott Sharples      | Australie   | 306 |
| 8   | Marcus Klausmann    | Allemagne   | 269 |
| 9   | Jürgen Beneke       | Allemagne   | 267 |
| 10  | Brian Lopes         | États-Unis  | 249 |

### Femmes
| # | Date    | Lieu            | Vainqueur              | Deuxième          | Troisième      | Leader du général      |
| - | ------- | --------------- | ---------------------- | ----------------- | -------------- | ---------------------- |
| 1 | 5 avril | Stellenbosch    | Anne-Caroline Chausson | Leigh Donovan     | Elke Brutsaert | Anne-Caroline Chausson |
| 2 | 24 mai  | Nevegal         | Sari Jörgensen         | Leigh Donovan     | Missy Giove    | Leigh Donovan          |
| 3 | 31 mai  | Les Gets        | Anne-Caroline Chausson | Sabrina Jonnier   | Missy Giove    | Missy Giove            |
| 4 | 21 juin | Big Bear Lake   | Anne-Caroline Chausson | Missy Giove       | Cheri Elliott  | Missy Giove            |
| 5 | 28 juin | Snoqualmie Pass | Anne-Caroline Chausson | Mercedes González | Missy Giove    | Anne-Caroline Chausson |
| 6 | 9 août  | Sierra Nevada   | Anne-Caroline Chausson | Leigh Donovan     | Marla Streb    | Anne-Caroline Chausson |
| 7 | 16 août | Kaprun          | Anne-Caroline Chausson | Nolvenn Le Caër   | Missy Giove    | Anne-Caroline Chausson |
| 8 | 30 août | Arai            | Anne-Caroline Chausson | Nolvenn Le Caër   | Sari Jörgensen | Anne-Caroline Chausson |

| Pos | Coureuse               | Pays       | Pts |
| --- | ---------------------- | ---------- | --- |
| 1   | Anne-Caroline Chausson | France     | 300 |
| 2   | Missy Giove            | États-Unis | 231 |
| 3   | Nolvenn Le Caër        | France     | 216 |
| 4   | Leigh Donovan          | États-Unis | 185 |
| 5   | Mercedes González      | Espagne    | 179 |
| 6   | Kim Sonier             | États-Unis | 169 |
| 7   | Marla Streb            | États-Unis | 168 |
| 8   | Elke Brutsaert         | États-Unis | 160 |
| 9   | Sari Jörgensen         | Suisse     | 159 |
| 10  | Sabrina Jonnier        | France     | 125 |

## Dual slalom

### Hommes
| # | Date    | Lieu            | Vainqueur     | Deuxième         | Troisième      | Leader du général |
| - | ------- | --------------- | ------------- | ---------------- | -------------- | ----------------- |
| 1 | 5 avril | Stellenbosch    | Mike King     | Eric Carter      | Brian Lopes    | Mike King         |
| 2 | 24 mai  | Nevegal         | Dave Cullinan | Harald Haslinger | Steve Peat     | Dave Cullinan     |
| 3 | 31 mai  | Les Gets        | Dave Cullinan | Brian Lopes      | Shaun Palmer   | Dave Cullinan     |
| 4 | 21 juin | Big Bear Lake   | Dave Cullinan | Mike King        | John Tomac     | Dave Cullinan     |
| 5 | 28 juin | Snoqualmie Pass | Brian Lopes   | Guido Tschugg    | Will Longden   | Dave Cullinan     |
| 6 | 9 août  | Sierra Nevada   | Brian Lopes   | Dave Cullinan    | Scott Beaumont | Dave Cullinan     |
| 7 | 16 août | Kaprun          | Eric Carter   | Brian Lopes      | Dave Cullinan  | Dave Cullinan     |
| 8 | 30 août | Arai            | Brian Lopes   | Eric Carter      | Scott Beaumont | Brian Lopes       |

| Pos | Coureur        | Pays        | Pts |
| --- | -------------- | ----------- | --- |
| 1   | Brian Lopes    | États-Unis  | 260 |
| 2   | Dave Cullinan  | États-Unis  | 230 |
| 3   | Eric Carter    | États-Unis  | 150 |
| 4   | Mike King      | États-Unis  | 115 |
| 5   | Scott Beaumont | Royaume-Uni | 100 |
| 6   | Filip Polc     | Slovaquie   | 70  |
| 7   | Will Longden   | Royaume-Uni | 65  |
| 8   | Shaun Palmer   | États-Unis  | 60  |
| 9   | Guido Tschugg  | Allemagne   | 60  |
| 10  | John Tomac     | États-Unis  | 55  |

### Femmes
| # | Date    | Lieu            | Vainqueur      | Deuxième        | Troisième        | Leader du général |
| - | ------- | --------------- | -------------- | --------------- | ---------------- | ----------------- |
| 1 | 5 avril | Stellenbosch    | Malin Lindgren | Sari Jörgensen  | Sabrina Jonnier  | Malin Lindgren    |
| 2 | 24 mai  | Nevegal         | Sari Jörgensen | Tara Llanes     | Cheri Elliott    | Sari Jörgensen    |
| 3 | 31 mai  | Les Gets        | Katrina Miller | Sabrina Jonnier | Helen Mortimer   | Sari Jörgensen    |
| 4 | 21 juin | Big Bear Lake   | Katrina Miller | Sabrina Jonnier | Tara Llanes      | Katrina Miller    |
| 5 | 28 juin | Snoqualmie Pass | Katrina Miller | Sabrina Jonnier | Tara Llanes      | Katrina Miller    |
| 6 | 9 août  | Sierra Nevada   | Katrina Miller | Sabrina Jonnier | Lisa Sher        | Katrina Miller    |
| 7 | 16 août | Kaprun          | Katrina Miller | Sari Jörgensen  | Helena Kurandová | Katrina Miller    |
| 8 | 30 août | Arai            | Katrina Miller | Miwa Sakamoto   | Sari Jörgensen   | Katrina Miller    |

| Pos | Coureuse         | Pays        | Pts |
| --- | ---------------- | ----------- | --- |
| 1   | Katrina Miller   | Australie   | 300 |
| 2   | Sari Jörgensen   | Suisse      | 180 |
| 3   | Sabrina Jonnier  | France      | 170 |
| 4   | Lisa Sher        | États-Unis  | 130 |
| 5   | Tara Llanes      | États-Unis  | 130 |
| 6   | Helen Mortimer   | Royaume-Uni | 100 |
| 7   | Malin Lindgren   | Suède       | 70  |
| 8   | Helena Kurandova | Tchéquie    | 50  |
| 9   | Cheri Elliott    | États-Unis  | 50  |
| 10  | Miwa Sakamoto    | Japon       | 40  |